# Kosovarische Regierung

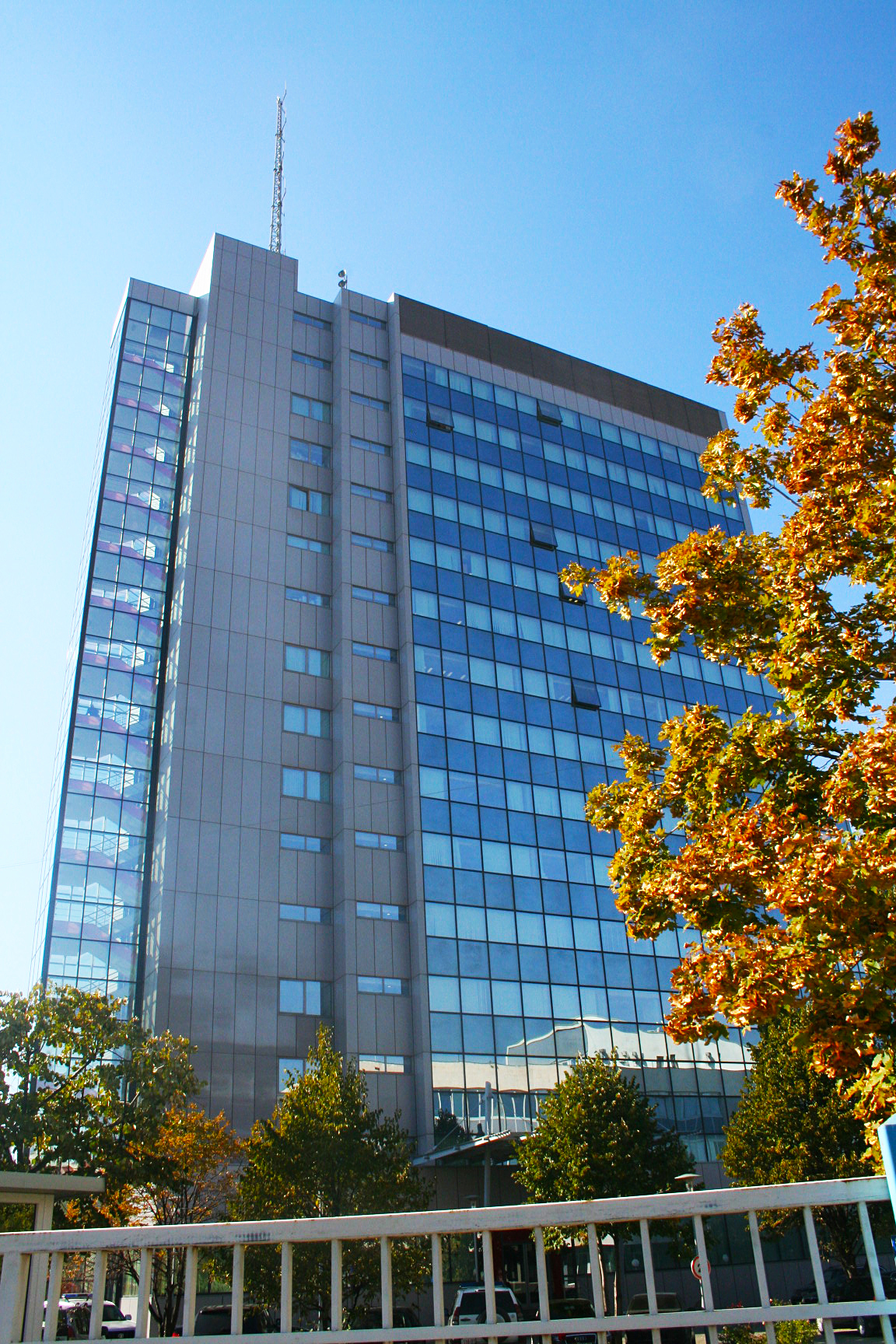
Der Sitz der Kosovarischen Regierung im Stadtzentrum von Pristina

Die Kosovarische Regierung (albanisch Qeveria Kosovare, serbisch Косовска Влада Kosovska Vlada) oder amtlich die Regierung der Republik Kosovo (albanisch Qeveria e Republikës së Kosovës, serbisch Влада Републике Косово/Vlada Republike Kosovo) ist als Gubernative Teil der Exekutive der Republik Kosovo und laut Verfassung eine der drei Staatsgewalten. Regierungssitz ist die Hauptstadt Pristina.
Die aktuelle Regierung ist das Kabinett Kurti II.

## Wahlverfahren
Artikel 95 von Kapitel 4 der Verfassung regelt die Wahl der Kosovarischen Regierung:
Nach einer Parlamentswahl schlägt der Präsident dem Parlament einen Kandidaten für den Ministerpräsidentenposten vor. Dabei konsultiert er sich mit der Partei oder Koalition, die als Siegerin der Wahlen herausging. Innerhalb von fünfzehn Tagen in Folge dieses Treffens mit dem Präsidenten muss der Kandidat dem Parlament die Zusammensetzung seiner geplanten Regierung vorstellen. Die Regierung ist gewählt, wenn sie die einfache Mehrheit aller Abgeordneten unterstützt.
Falls die vorgestellte Zusammensetzung der Regierung nicht die nötige einfache Mehrheit im Parlament erreicht, wiederholt sich das Prozedere und der Präsident schlägt in Absprache mit der stärksten Partei oder Koalition dem Parlament wieder einen Kandidaten vor.
Nach einer erfolgreichen Wahl müssen die Mitglieder der Regierung im Parlament einen Eid leisten.

## Ministerpräsident
Der Ministerpräsident (albanisch Kryeministri, serbisch Премијер/Premijer) ist der Regierungsvorsitzende. Seit dem 22. März 2021 ist das Albin Kurti (LVV).